# Saint-Amand-Jartoudeix
Saint-Amand-Jartoudeix is een gemeente in het Franse departement Creuse (regio Nouvelle-Aquitaine) en telt 185 inwoners (2004). De plaats maakt deel uit van het arrondissement Guéret.

## Geografie
De oppervlakte van Saint-Amand-Jartoudeix bedraagt 18,2 km², de bevolkingsdichtheid is 10,2 inwoners per km².

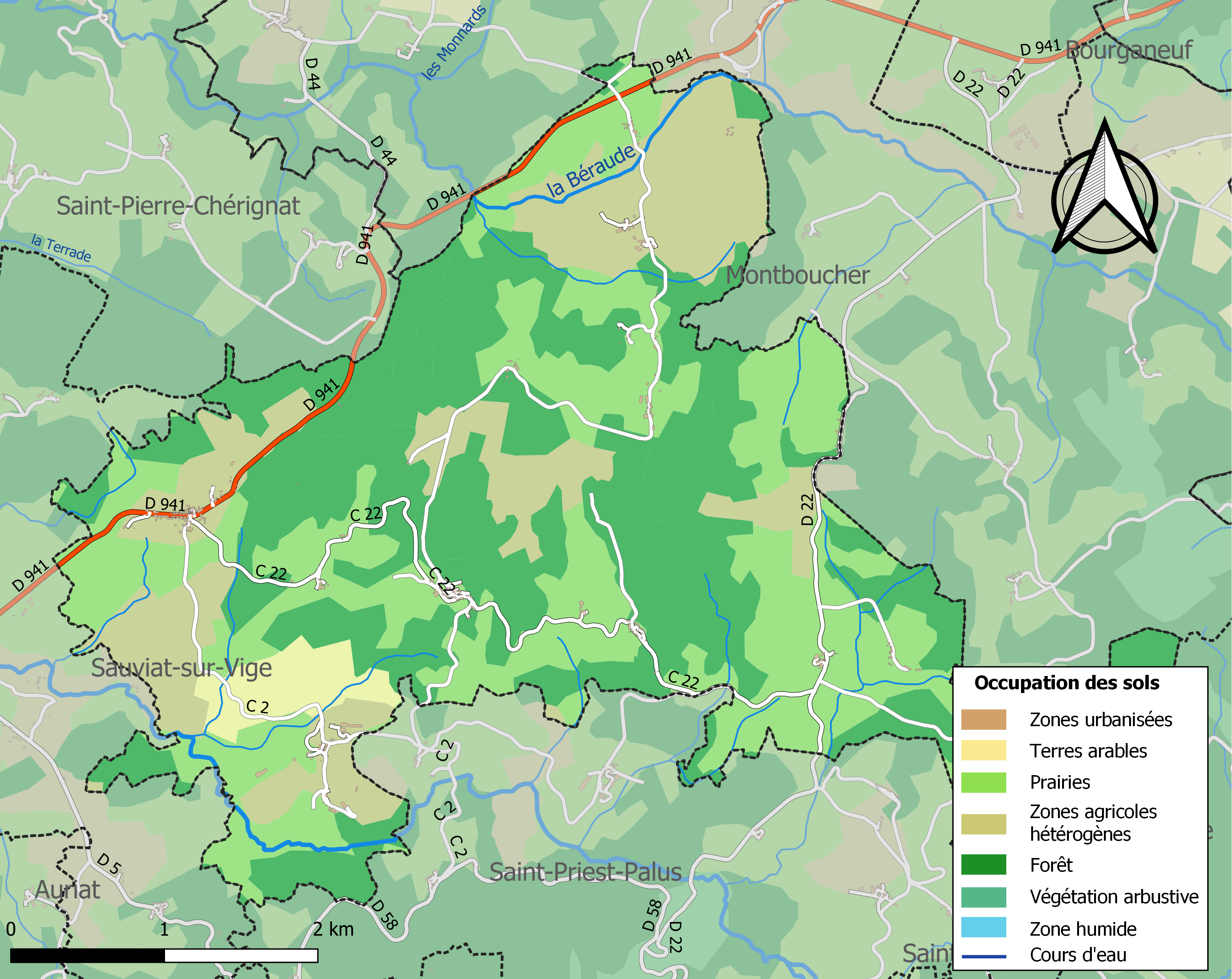
Kaart van de gemeente met de belangrijkste infrastructuur, bodemgebruik en omliggende gemeenten

## Demografie
Onderstaande figuur toont het verloop van het inwonertal (bron: INSEE-tellingen).